# Tyran’ Pace
Tyran' Pace — немецкая хэви-метал группа, основанная в 1983 году в городе Штутгарт и просуществовавшая до 1986 года включительно, с небольшим возобновлением деятельности в 1998 году. Впоследствии приобрела намного более масштабную известность благодаря своему вокалисту Ральфу Шиперсу, для которого эта группа была первой в его карьере.

## История
Группа была основана в 1983 году, в немецком городе Штутгарт. Основателями группы являлись 18-летний Ральф Шиперс, для которого это была первая серьезная группа и участники группы Sinner, гитарист Френк Миттельбах и барабанщик Эдгар Патрик. Спустя год, был записан и выпущен дебютный студийный альбом — «Eye to Eye», в следующем составе из 6 человек: Р. Шиперс — вокал, О. Кауфманн, М. Юнг, Ф.Миттельбах — электрогитара, Э. Эхьюз — бас-гитара и Э. Патрик — ударные. Позже, барабанщик Эдгар Патрик принимал участие в группе Bonfire в период с 1987 по 1994 год.
Годом позже, в 1985-м, вышел второй студийный альбом Long Live Metal.
Третий студийный альбом под названием Watching You, вышедший в 1986, стал наиболее известным. В 1998 году лейбл Noise Records переиздал данный альбом на CD.
Несмотря на довольно успешный альбом, в том 1986-м, группа распадается. Р.Шиперс в 1988 году участвовал как гостевой бек-вокалист при записи альбома Hypertrace группы Scanner, позже, приобрел известность, будучи вокалистом Gamma Ray и многих др. групп; О.Кауфманн играет в группах Vinder (с 2001-го) и Runamok (с 2003-го); Д.Сертик играл в группах Wasteland (1990—2002) и Kashmyr (в 1996-м). С 2007 года и по данное время является участником немецкой прогрессив пауэр-метал группы Ihresgleichen.
В 1998 году состоялся реньюнион группы, однако, в полностью обновленном составе — М. Дис — вокал, Ф. Шварц — электрогитара, Й. Иссинг — бас-гитара, Руз Лозер — ударные и Алекс Шмидт -клавишные.
Именно в данном составе, группой был выпущен четвёртый и последний студийный альбом Take a Seat in the High Row.

## Дискография

### Студийные альбомы
- Eye to Eye (1984)
- Long Live Metal (1985)
- Watching You (1986)
- Take a Seat in the High Row (1998)

### Компиляции
- Long Live Metal - Watching You (1990) (для Японии)

## Участники

### Вокалисты
- Ральф Шиперс (1983—1986)
- Михаэль Дис (1998)

### Гитаристы
- Михаэль Юнг (1983—1984)
- Фрэнк Миттельбах (1983—1984)
- Оливер Кауфманн (1983—1986)
- Кало Рапалло (1985)
- Давор Сертик (1986)
- Ральф Шпицнагель (1987)
- Фабиан Шварц (1998)

### Басисты
- Энди Эхьюз (1983—1986)
- Йохен Иссинг (1998)

### Барабанщики
- Ральф Шульц (1983)
- Эдгар Патрик (1983—1986)
- Андреас Фаллшир (1986)
- Руз Лозер (1998)

### Клавишники
- Алекс Шмидт (1998)

## Кавер-версии песен
В 2011 году, Ральф Шиперс перепел песню «Saints of Rock», исполнявшуюся им в составе Tyran' Pace в 1986 году, для своего первого сольного альбома Scheepers.